# Lycodes toyamensis
Lycodes toyamensis är en fiskart som först beskrevs av Katayama, 1941.  Lycodes toyamensis ingår i släktet Lycodes och familjen tånglakefiskar. Inga underarter finns listade i Catalogue of Life.